# Saint-Jean-de-Losne
Cet article possède un paronyme, voir Saint-Jean-de-Luz.
Pour les articles homonymes, voir Saint-Jean.
Saint-Jean-de-Losne est une commune française située dans le département de la Côte-d'Or en région Bourgogne-Franche-Comté.

## Géographie

### Situation
Saint-Jean-de-Losne est située sur la rive de droite de la Saône, à 1,5 km en aval du confluent de celle-ci et de l'Ouche (également en rive droite).
Elle est a l'embranchement entre trois grandes voies de transport historique et de tourisme fluvial actuel :
la Saône, vers le Rhône et la Méditerranée,
le canal de Bourgogne, vers la Seine et le Bassin parisien,
et le canal du Rhône au Rhin, vers le Rhin et l'Europe du nord et de l'est.
Saint-Jean-de-Losne est une des communes de France dont le territoire est le plus petit : 0,6 km2, dont 0,36 km2 de terres et le reste d'eau.
Elle a seulement deux communes limitrophes : Losne au sud et Saint-Usage au nord, qui forment avec Saint-Jean-de-Losne une agglomération continue.
Elle se trouve dans le canton de Brazey-en-Plaine.

### Climat
Pour des articles plus généraux, voir Climat de la Bourgogne-Franche-Comté et Climat de la Côte-d'Or.
En 2010, le climat de la commune est de type climat océanique dégradé des plaines du Centre et du Nord, selon une étude du Centre national de la recherche scientifique s'appuyant sur une série de données couvrant la période 1971-2000. En 2020, Météo-France publie une typologie des climats de la France métropolitaine dans laquelle la commune est exposée à un climat semi-continental et est dans la région climatique  Bourgogne, vallée de la Saône, caractérisée par un bon ensoleillement (1 900 h/an), un été chaud (18,5 °C), un air sec au printemps et en été et des vents faibles. 
Pour la période 1971-2000, la température annuelle moyenne est de 10,7 °C, avec une amplitude thermique annuelle de 17,5 °C. Le cumul annuel moyen de précipitations est de 859 mm, avec 11,2 jours de précipitations en janvier et 7,7 jours en juillet. Pour la période 1991-2020, la température moyenne annuelle observée sur la station météorologique de Météo-France la plus proche, « Pagny-le-Chateau », sur la commune de Chamblanc à 13 km à vol d'oiseau, est de 11,7 °C et le cumul annuel moyen de précipitations est de 802,0 mm,. Pour l'avenir, les paramètres climatiques de la commune estimés pour 2050 selon différents scénarios d'émission de gaz à effet de serre sont consultables sur un site dédié publié par Météo-France en novembre 2022.

## Urbanisme

### Typologie
Au 1er janvier 2024, Saint-Jean-de-Losne est catégorisée bourg rural, selon la nouvelle grille communale de densité à 7 niveaux définie par l'Insee en 2022.
Elle appartient à l'unité urbaine de Saint-Jean-de-Losne, une agglomération intra-départementale dont elle est ville-centre,. Par ailleurs la commune fait partie de l'aire d'attraction de Dijon, dont elle est une commune de la couronne,. Cette aire, qui regroupe 333 communes, est catégorisée dans les aires de 200 000 à moins de 700 000 habitants,.

### Occupation des sols
L'occupation des sols de la commune, telle qu'elle ressort de la base de données européenne d’occupation biophysique des sols Corine Land Cover (CLC), est marquée par l'importance des territoires artificialisés (57,8 % en 2018), en augmentation par rapport à 1990 (50,6 %). La répartition détaillée en 2018 est la suivante :
zones urbanisées (46 %), eaux continentales (21,5 %), prairies (14,3 %), zones industrielles ou commerciales et réseaux de communication (11,8 %), zones agricoles hétérogènes (3,7 %), terres arables (2,7 %). L'évolution de l’occupation des sols de la commune et de ses infrastructures peut être observée sur les différentes représentations cartographiques du territoire : la carte de Cassini (XVIIIe siècle), la carte d'état-major (1820-1866) et les cartes ou photos aériennes de l'IGN pour la période actuelle (1950 à aujourd'hui).

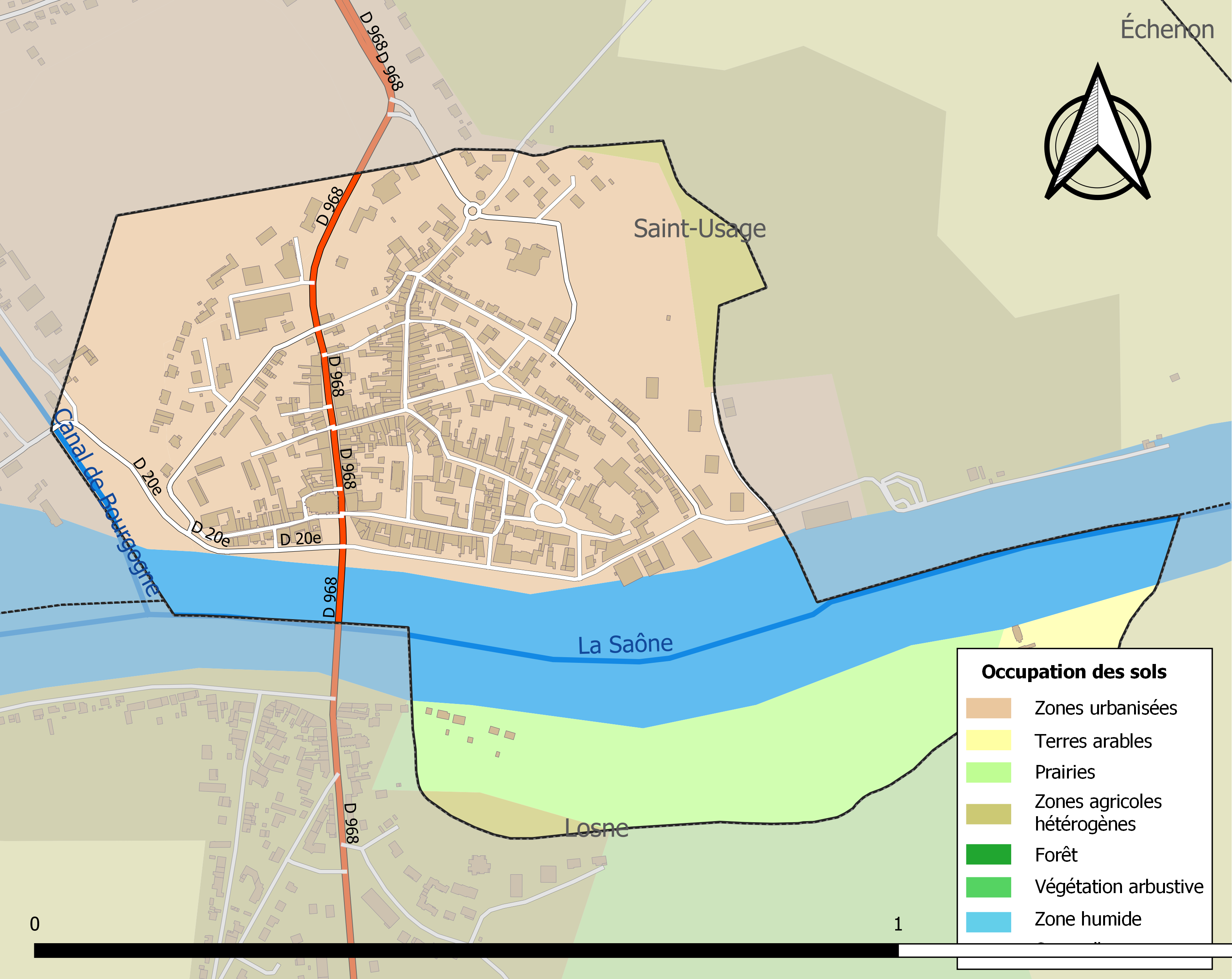
Carte des infrastructures et de l'occupation des sols de la commune en 2018 (CLC).

## Toponymie
Les lônes (Losnes) sont, dans le bassin du Rhône et de la Saône, des bras morts de la rivière.

## Histoire
- Un point stratégique

À cet endroit, la voie romaine entre Salins et Dijon, utilisée pour transporter le sel comtois, franchissait la Saône. L'agglomération se situait en face sur l'autre rive, à Losne. Notre-Dame-de-Losne, un prieuré dépendant de Cluny s'y trouvait (son temporel ne devient dépendant de l'abbaye Saint-Vivant de Vergy qu'en 1616 - cette abbaye étant elle-même une dépendance de Cluny) ; sa fondation remonterait, selon Mabillon, au VIIe siècle et cet établissement était le siège d'un évêché. Son église resta cocathédrale de l'évêché de Chalon jusqu'au milieu du XVIIIe siècle. Le concile de Saint-Jean-de-Losne y a lieu de 673 à 675. D'après A. Colombet, Saint-Jean-de-Losne n'était qu'une banlieue de Losne, et s'est développé grâce à la batellerie. Il explique ainsi la très petite taille de cette commune. Bénéficiant d'une place privilégiée avec un pont sur la Saône, terrain neutre entre l'Empire et le Royaume, une entrevue entre Louis VII et Frédéric Barberousse s'est déroulée à cet endroit le 19 septembre 1162. Cette entrevue avait pour but de régler le contentieux entre Alexandre III, pape soutenu par Louis VII, et Victor IV, antipape soutenu par Barberousse. Barberousse envoya une délégation à sa place pour discuter avec le Roi Français, qui refusera le dialogue et fera d'Alexandre III l'unique pape reconnu, faute de présence de l'Empereur ce jour-ci. Ce pont sur la Saône était un point de passage important, et un péage y était installé. En 1309, il y avait aussi un visiteur général, faisant office de douanier, installé au passage de Saint-Jean-de-Losne, pour surveiller la circulation des laines et autres marchandises réglementées. D'abord dépendante des ducs de Bourgogne, la ville sera rattachée au domaine royal sous Louis XI, à la mort de Charles le Téméraire, devenant le siège d'un bailliage. Il y a aussi un grenier à sel dans la ville, qui, en 1625, vend 10 muids, ce qui correspond théoriquement à 6720 rations annuelles individuelles.
Réunis sous les ducs de Bourgogne, la comté et le duché sont à nouveau séparés, puisqu'à la succession de Charles le Téméraire, en 1477, Louis XI s'empare du duché, et Marie de Bourgogne, par son mariage avec Maximilien d'Autriche, fait passer la comté à l'Autriche, et par la suite, avec son petit-fils Charles Quint, à l'Espagne. Et en 1522, un traité de neutralité entre les deux Bourgogne est signé à Saint-Jean-de-Losne, cette fois-ci à l'intérieur de la ville, et non plus sur le pont. Ce n'est qu'en 1678, avec le traité de Nimègue sous Louis XIV, que la Saône ne sera plus une frontière.
- Les guerres de Religion

Pendant la Ligue, à partir de 1591, le gouverneur de la garnison est monsieur de Vaugrenant, parlementaire devenu homme de guerre, qui est un royaliste convaincu, alors que la Bourgogne, dont le gouverneur est Mayenne, frère du duc de Guise assassiné au château de Blois, est proche de la Ligue. Il renforce et termine les fortifications de la ville. Il mènera surtout de nombreux coups de main dans les environs et contre les garnisons ligueuses. En mai 1594, il « ravage l'abbaye de Citeaux », et en décembre, « la garnison de Saint-Jean-de-Losne enlève ce qui restait à Citeaux » nous raconte Gabriel Breunot dans son journal. Il exaspère les bourgeois de Dijon, qui adressent à leur Gouverneur des plaintes au sujet de Saint-Jean-de-Losne, « ce repaire de voleurs, de renégats et de maudits ». Quant aux Auxonnais, ils se plaignent au Roi du tort causé à leur commerce.
Sa position stratégique valut aussi à la ville d'avoir été le siège de nombreuses batailles, dont deux ont fait la gloire de la ville.

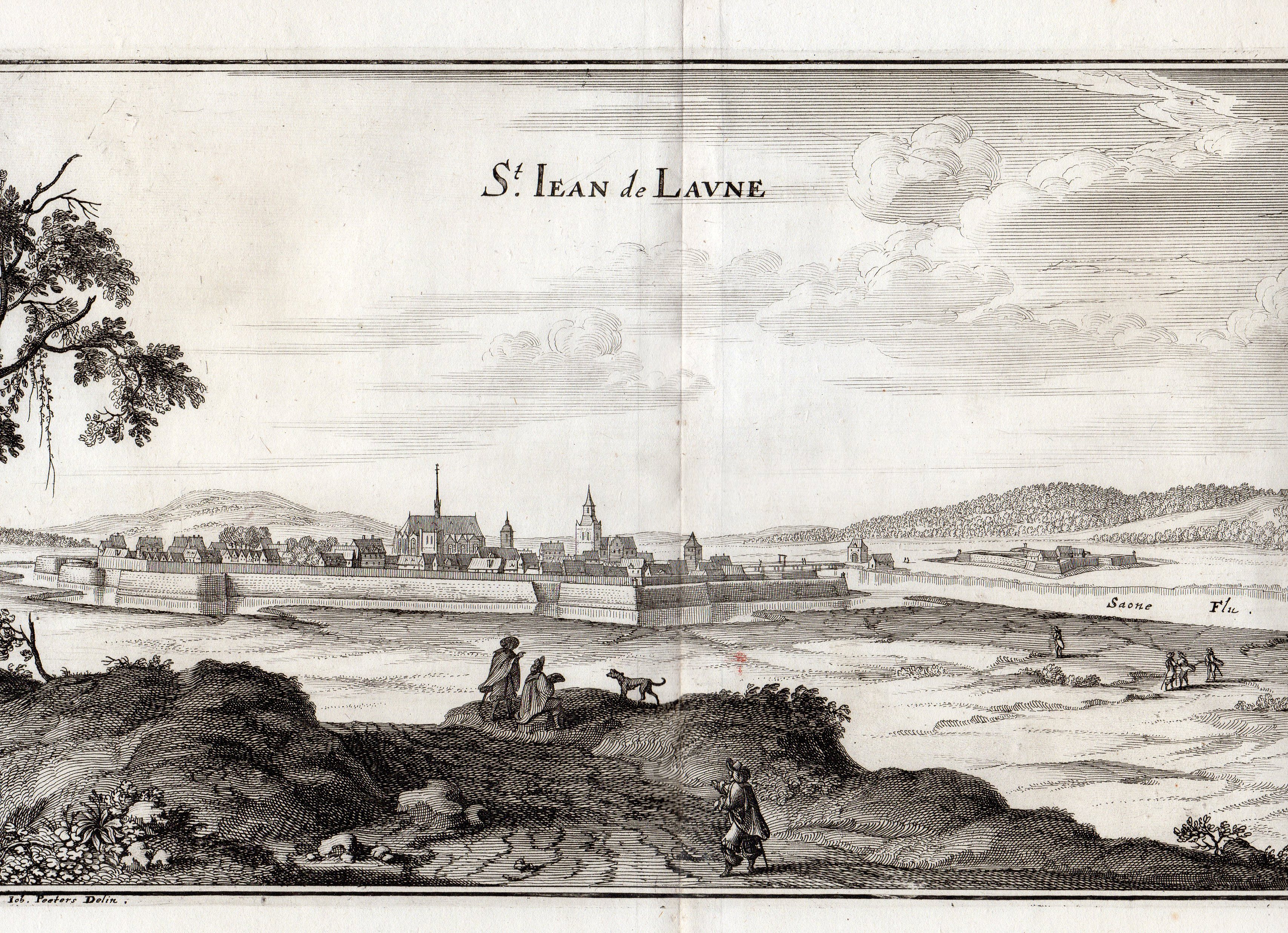
Saint-Jean-de-Losne,
gravure du XVIIe siècle par Jan Peeters.

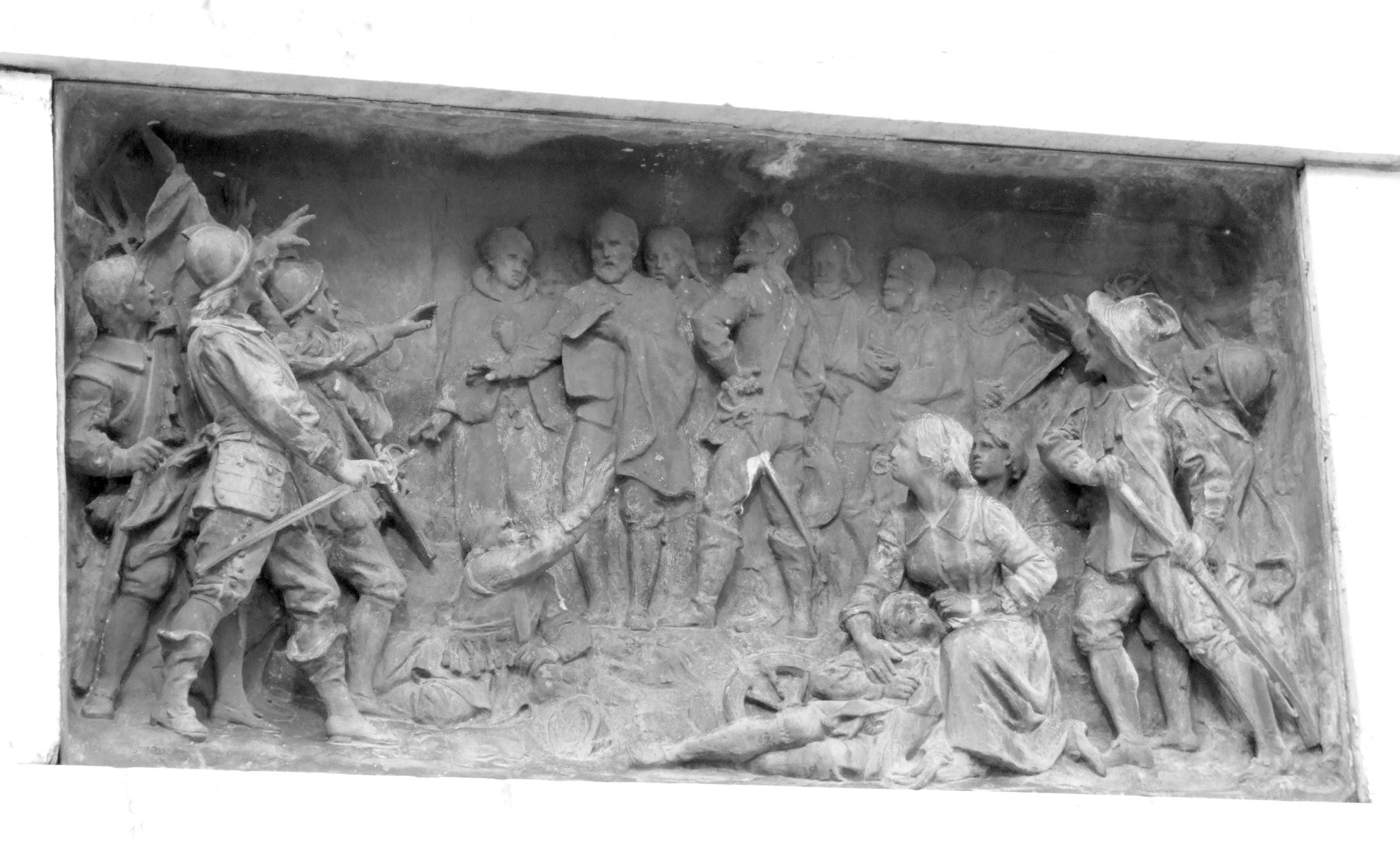
Détail du monument commémorant le siège de 1636,
bas-relief de Mathurin Moreau.

- Le siège de 1636 (guerre de Trente Ans)[28]

Saint-Jean-de-Losne résista au siège imposé par Gallas. Louis XIII récompensa le courage de la ville en l'exemptant d'impôts. Après cette héroïque résistance fut ajouté au nom de la ville celui de « Belle Défense ». À la Révolution française son nom fut d'ailleurs remplacé - temporairement - par celui de « Belle Défense ».
Deux drapeaux pris aux Autrichiens lors des assauts sont visibles dans l'église Saint-Jean-Baptiste.
La victoire du siège est commémorée tous les cinquante ans. La dernière « Fête de la Gallas » eut lieu en 1986 et l'édition suivante est programmée pour 2036.
- Révolution française :

le 22 décembre 1789, sont créés les départements. Ce ne sera ni la Haute-Seine, ni la Seine-et-Saône, mais la Côte-d'Or, subdivisée en six districts. Saint-Jean-de-Losne fait partie de celui de Dijon, mais devient finalement le chef-lieu d'un septième district qui regroupe Seurre et ses environs.
Saint-Jean-de-Losne est la première commune en France à renoncer à ses privilèges pécuniaires dans une déclaration faite devant l'Assemblée nationale le 7 juillet 1789 par son représentant M. Hernoux. (Source : Archives nationales)
- Le siège de 1814 (campagne de France)

Le 17 janvier 1814, un avant-poste autrichien est installé au niveau du pont sur la Saône, en face de la ville. Dans un élan patriotique, les habitants se joignent aux soldats pour attaquer l'avant-poste, qu'ils enlèvent à l'ennemi. Après avoir coupé le pont, la ville résistera encore longuement aux assauts autrichiens. Cependant, cette défense n'empêche pas l'ennemi d'entrer à Dijon le 19.
Durant les Cent-jours, Napoléon récompensa la ville de sa défense héroïque en lui attribuant la Légion d'honneur (décret impérial du 22 mai 1815). Le 14 mars 1815, lors de son passage à Chalon-sur-Saône, il déclara aux représentants de Saint-Jean-de-Losne : « Dites à votre digne maire que je lui donne la croix ; car c'est pour vous, braves gens, que j'ai institué la Légion d'Honneur et non pour les émigrés pensionnés par nos ennemis ». Saint-Jean-de-Losne, Chalon-sur Saône et Tournus sont les premières villes décorées de la Légion d'honneur.
- Guerre de 1939-1945

Le 4 septembre 1944, pendant que la R.A.F détruisait le pont de Seurre, les Allemands protègent leur retraite en faisant sauter le pont de pierre de Saint-Jean-de-Losne. Le pont du chemin de fer enjambant la Saône à l'ouest de la ville est également détruit, coupant ainsi la ligne de chemin de fer Dijon- Lons-le-Saunier - via Saint-Jean-de-Losne, Chaugey et Chaussin.
- Le 22 avril 1980, l'incendie de l'hospice de Saint-Jean-de-Losne fit 32 morts.

## Politique et administration

### Liste des maires
voir la liste complète
| Période                                  | Période   | Identité              | Étiquette | Qualité                                                |
| ---------------------------------------- | --------- | --------------------- | --------- | ------------------------------------------------------ |
| 1944                                     | 1959      | M. Henri Rivière      |           |                                                        |
| mars 2008                                | mars 2014 | M. Gilles Chatel      | -         | -                                                      |
| mars 2014                                | en cours  | Mme Marie-Line Duparc | SE        | Agent technique Suppléante du député LREM Didier Paris |
| Les données manquantes sont à compléter. |           |                       |           |                                                        |

### Fiscalité
| Taxe                                                | Part communale | Part intercommunale | Part départementale | Part régionale |
| --------------------------------------------------- | -------------- | ------------------- | ------------------- | -------------- |
| Taxe d'habitation (TH)                              | 11,04 %        | 0,00 %              | 7,28 %              | 0,00 %         |
| Taxe foncière sur les propriétés bâties (TFPB)      | 23,16 %        | 0,00 %              | 11,91 %             | 3,65 %         |
| Taxe foncière sur les propriétés non bâties (TFPNB) | 54,41 %        | 0,00 %              | 25,82 %             | 9,17 %         |
| Taxe professionnelle (TP)                           | 00,00 %        | 9,25 %              | 6,97 %              | 3,14 %         |

La Part régionale de la taxe d'habitation n'est pas applicable.

## Démographie

### Évolution démographique
L'évolution du nombre d'habitants est connue à travers les recensements de la population effectués dans la commune depuis 1793. Pour les communes de moins de 10 000 habitants, une enquête de recensement portant sur toute la population est réalisée tous les cinq ans, les populations de référence des années intermédiaires étant quant à elles estimées par interpolation ou extrapolation. Pour la commune, le premier recensement exhaustif entrant dans le cadre du nouveau dispositif a été réalisé en 2006.

En 2022, la commune comptait 1 001 habitants, en évolution de −9,17 % par rapport à 2016 (Côte-d'Or : +0,82 %, France hors Mayotte : +2,11 %).
| 1793  | 1800  | 1806  | 1821  | 1836  | 1841  | 1846  | 1851  | 1856  |
| ----- | ----- | ----- | ----- | ----- | ----- | ----- | ----- | ----- |
| 1 717 | 1 515 | 1 540 | 1 577 | 1 942 | 2 134 | 2 321 | 2 237 | 2 030 |

| 1861  | 1866  | 1872  | 1876  | 1881  | 1886  | 1891  | 1896  | 1901  |
| ----- | ----- | ----- | ----- | ----- | ----- | ----- | ----- | ----- |
| 1 846 | 1 804 | 1 597 | 1 561 | 1 507 | 1 547 | 1 514 | 1 520 | 1 450 |

| 1906  | 1911  | 1921  | 1926  | 1931  | 1936  | 1946  | 1954  | 1962  |
| ----- | ----- | ----- | ----- | ----- | ----- | ----- | ----- | ----- |
| 1 376 | 1 388 | 1 288 | 1 402 | 1 344 | 1 262 | 1 204 | 1 425 | 1 528 |

| 1968  | 1975  | 1982  | 1990  | 1999  | 2006  | 2011  | 2016  | 2021  |
| ----- | ----- | ----- | ----- | ----- | ----- | ----- | ----- | ----- |
| 1 623 | 1 605 | 1 476 | 1 342 | 1 257 | 1 208 | 1 148 | 1 102 | 1 020 |

| 2022  | - | - | - | - | - | - | - | - |
| ----- | - | - | - | - | - | - | - | - |
| 1 001 | - | - | - | - | - | - | - | - |

### Pyramide des âges
La population de la commune est relativement âgée.
En 2018, le taux de personnes d'un âge inférieur à 30 ans s'élève à 31,6 %, soit en dessous de la moyenne départementale (35,6 %). À l'inverse, le taux de personnes d'âge supérieur à 60 ans est de 38,4 % la même année, alors qu'il est de 27,1 % au niveau départemental.
En 2018, la commune comptait 491 hommes pour 589 femmes, soit un taux de 54,54 % de femmes, largement supérieur au taux départemental (51,75 %).
Les pyramides des âges de la commune et du département s'établissent comme suit.
| Hommes | Classe d’âge | Femmes |
| ------ | ------------ | ------ |
| 1,6    | 90 ou +      | 9,4    |
| 13,5   | 75-89 ans    | 19,1   |
| 15,9   | 60-74 ans    | 15,9   |
| 18,3   | 45-59 ans    | 14,7   |
| 15,7   | 30-44 ans    | 12,0   |
| 18,5   | 15-29 ans    | 14,9   |
| 16,5   | 0-14 ans     | 13,9   |

| Hommes | Classe d’âge | Femmes |
| ------ | ------------ | ------ |
| 0,9    | 90 ou +      | 2,2    |
| 7,4    | 75-89 ans    | 9,9    |
| 17,2   | 60-74 ans    | 18,1   |
| 19,6   | 45-59 ans    | 19     |
| 17,9   | 30-44 ans    | 17,2   |
| 20,1   | 15-29 ans    | 18,6   |
| 16,9   | 0-14 ans     | 15     |

## Économie

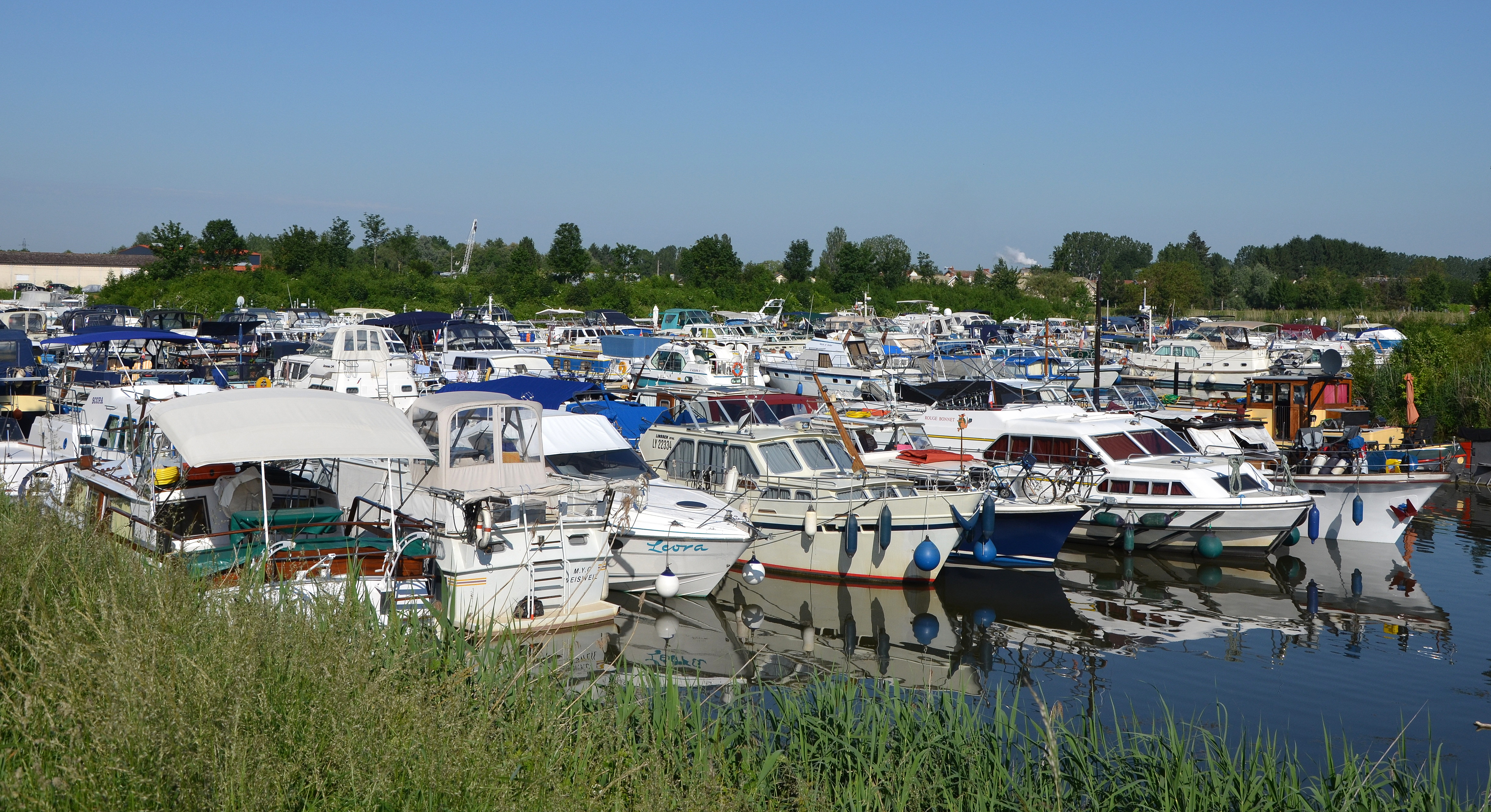
Port fluvial de plaisance.

La ville de Saint-Jean-de-Losne, par sa position de carrefour est-ouest a pu développer une importante activité liée au transport fluvial, notamment au XIXe siècle avec la construction des canaux. Y passaient ainsi de nombreux radeaux de bois provenant du Jura et à destination de Paris. La ville perd de son importance à la fin du XVIIIe siècle, lorsque la route vers la Comté par Dole est construite.
C'est aujourd'hui le premier port français de tourisme fluvial en eau d'intérieur.
Grâce à ce port, un grand nombre de touristes rendent les commerces des environs de Saint-Jean-de-Losne rentables. Le port a été progressivement développé depuis 1980. Au départ, il y avait la création en un premier temps d'une société de locations de bateaux puis une société de bateaux à passagers et deux sociétés offrant des multiples services tels que gérance du port de plaisance, ventes de bateaux neufs et d'occasion, vente d'accastillage, réparation aménagement, mise à sec de bateaux. D'autres sociétés se sont installées pour profiter de l'activité du tourisme fluvial.

## Vie locale

### Services
On trouve dans la commune un centre de secours, une office du Trésor public est aussi présent sur la commune et ADMR

### Enseignement
On trouve sur la commune école maternelle et primaire. Pour l'enseignement secondaire, il existe le collège « Les Hautes-Pailles » à Échenon.

### Santé
Il y a trois cabinets médicaux, deux infirmiers et deux kinésithérapeutes installés dans la commune. La commune dispose aussi d'un ancien hôpital devenu une maison de retraite.

### Sports
Il y a trois clubs sportifs dans cette commune : le club de football (3 équipes seniors) qui se nomme Association Sportive Saint-Usage, Saint Jean-de-Losne, Losne (ASUJL) et évolue pour la saison 2015-2016 en Promotion de District de Côte-d'Or pour l'équipe première (9e division nationale), le club joue sur le stade municipal ; le club de tennis nommé Tennis Club de Saint-Jean-de-Losne qui joue sur trois terrain de tennis ; et l'AS VBD avec les sections canoë-kayak, judo, gymnastique/musculation et jogging.

## Lieux et monuments

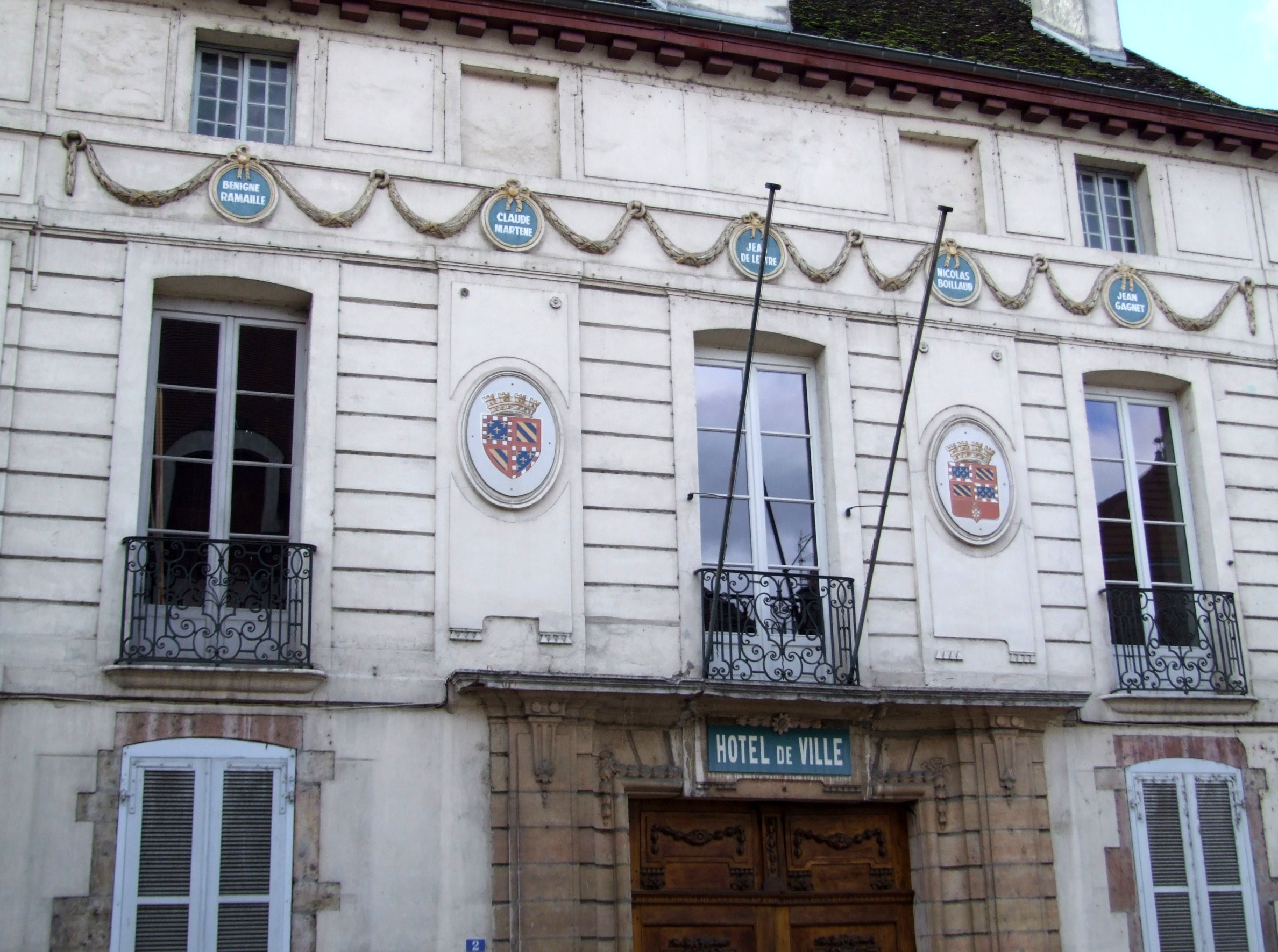
Façade de l'hôtel de ville.

### Hôtel de ville
Ancien hôtel particulier de la famille Hernoux (XVIIe – XVIIIe siècle, classé MH). Le portail en chêne sculpté donne accès par un passage pavé à la cour intérieure clôturée à l’arrière par une grille en fer forgé portant le chiffre d’Antoine Hernoux. À l’étage, dans la salle du conseil sont présentés des documents historiques et un grand tableau de Geoffroy et Badin (1847) représentant la proclamation de la délibération des échevins pendant le siège de 1636. Une galerie dans laquelle se trouve un poêle en faïence (XVIIIe s. classé MH) donne accès au salon d’honneur dont les murs sont couverts d’un ensemble remarquable de papier peint en arabesques de la maison Réveillon (fin XVIIIe s. classé MH).

### Maison des Mariniers
Une des plus anciennes maisons de Saint-Jean-de-Losne datant du XVe siècle, présente une collection de documents et d'objets relatifs à la navigation fluviale. Dans l'escalier, une statue de la vierge en chêne (XVe siècle) est probablement un remploi d'un élément d'une ancienne maison démolie, ou de l'ancien pont de bois.

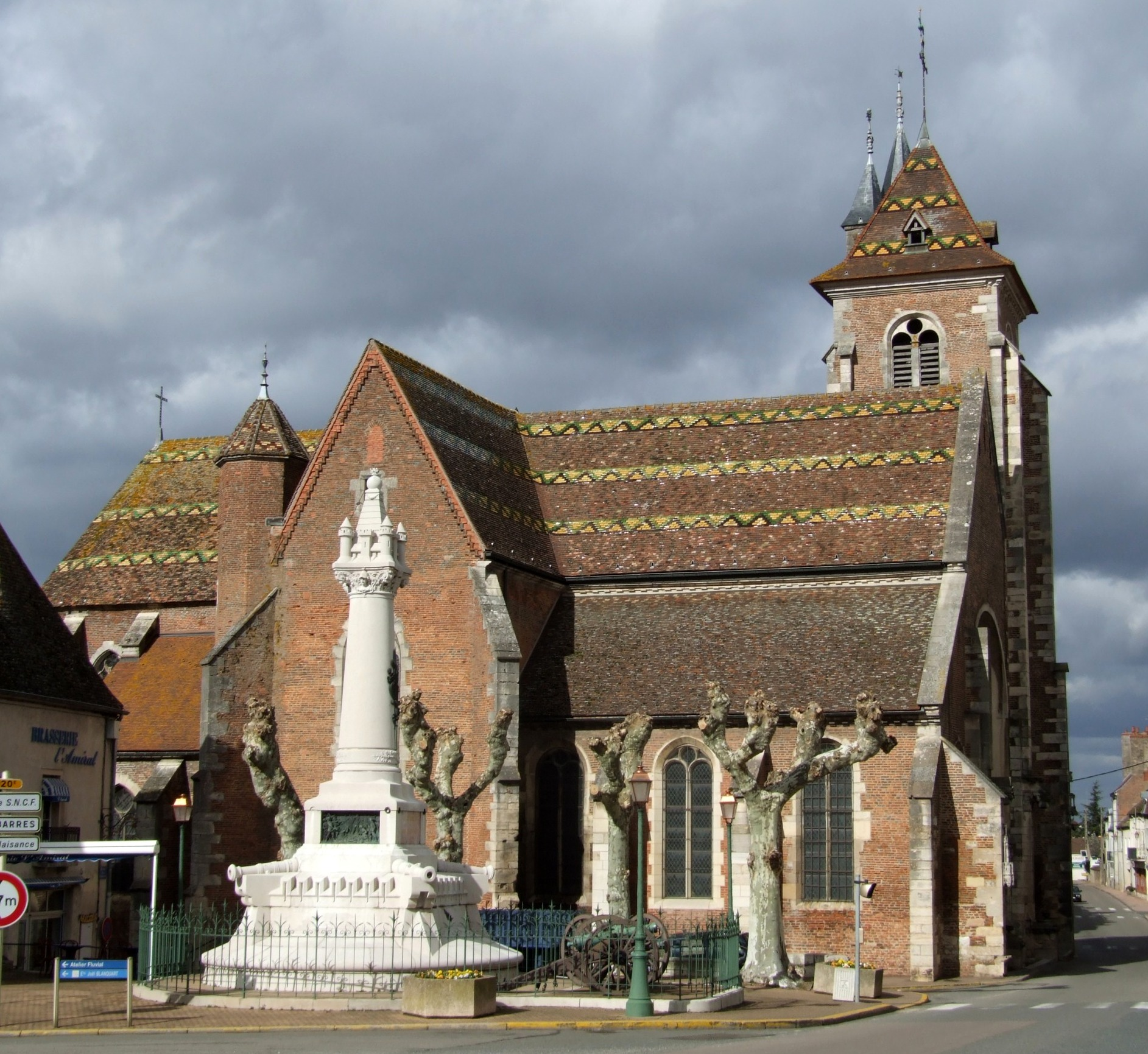
Église Saint-Jean-Baptiste.

### Église Saint-Jean-Baptiste
L'église Saint-Jean-Baptiste de Saint-Jean-de-Losne, construite au XVIe siècle, elle allie le gothique flamboyant (chœur, transept) et des éléments Renaissance (nef et portail). À l'intérieur, on découvre entre autres : les stalles (1756 - 1758), œuvre de Jean Charcot, l'orgue de Bénigne Boillot (1768), le maître autel et son baldaquin (1784) œuvre de stucateurs italiens, le lutrin en bronze doré (1829), et un bateau votif de 1826 offert par la confrérie de Saint-Nicolas.
L'église et les éléments principaux de son mobilier sont classés monument historique,

### L'Hôtel Dieu
Fondé en 1658 par délibération des habitants du 1er septembre. La chapelle et les bâtiments ont été bénis le 30 mars 1659. Actuellement EHPAD « la Saône », les bâtiments ont été considérablement modifiés à l’intérieur et de nouvelles constructions ajoutées. Le bâtiment principal a conservé son ordonnance extérieure, avec sa toiture à la Mansart. Au rez-de-chaussée la salle des femmes et la salle des hommes s’ouvraient toutes deux perpendiculairement sur une chapelle. Depuis l’extérieur, on accédait à celle-ci derrière la grille principale par une porte protégée par un avant-toit en fer blanc qui a été conservé. À l’intérieur on peut encore admirer l’escalier d’honneur, en pierre avec, dans le vestibule une statue de la Vierge à l’enfant de l’école bourguignonne (XVe siècle, classée MH, située jadis à l’extérieur au centre de la cour derrière le bâtiment), les anciennes portes de l’hôpital et un mortier en bronze, également classé.
Sa pharmacie commandée au moment de la construction de l'Hôtel Dieu est restée en fonction jusqu'au début du XXe siècle. Le mobilier de la pharmacie, considéré comme le plus ancien de France, est actuellement exposé à l'Hôtel d'Agar.

### Le monument commémoratif du siège de 1636 et les canons
Construit en 1891 sur un projet de l’architecte Félix Vionnois, le monument se trouve à la place-même où les échevins ont annoncé aux habitants leur délibération par laquelle ils décidaient de continuer la résistance aux assiégeants. La base du monument est ornée de deux bas-reliefs en bronze du sculpteur bourguignon Mathurin Moreau. Les deux canons donnés à la garde nationale de la ville par Napoléon Ier lui ont été enlevés lors de la suppression des gardes nationales en 1849. En 1901, Saint-Jean-de-Losne a obtenu deux nouveaux canons, placés devant le monument, ils ont été utilisés pour des salves d’honneur jusqu’à la dernière guerre.

### Le pont, les quais et le port
Le pont actuel, en béton armé, a été reconstruit de 1947 à 1951, à la place du pont de pierres dynamité une première fois par les Français en juin 1940, puis par les aAlemands en 1944. Ce pont avait été construit de 1833 à 1838. Auparavant, le pont de bois était situé en aval du pont actuel, au milieu se trouvait un pont levis reconstruit en 1639 après le siège. Plusieurs fois reconstruit, il avait été définitivement ruiné en 1830. Le premier pont, qui existait en 1162, en amont du pont actuel s’appuyait sur l’île d’Orain, ce qui limitait sa portée. Le quai à gradins, construit en 1838, pour faciliter l’amarrage et le chargement des bateaux, est aménagé aujourd’hui en une halte fluviale pour les plaisanciers. Les rives de la gare d’eau, aujourd’hui port de plaisance, constituent une promenade.

### Personnalités liées à la commune
- Charles Hernoux, homme politique français né le 23 avril 1749 à Saint-Jean-de-Losne et décédé le 9 janvier 1806 à Dijon (Côte-d'Or), député du tiers-état aux États-Généraux de 1789, député de la Côte-d'Or au Conseil des Anciens.
- Étienne Nicolas Philibert Hernoux, homme politique né le 30 octobre 1777 à Saint-Jean-de-Losne (Côte-d'Or) et décédé le 17 février 1858 à Dijon, député de la Côte-d'Or de 1817 à 1824 et de 1829 à 1837, maire de Dijon.
- Claude Hernoux (1797-1861), homme politique né à Saint-Jean-de-Losne, député de Seine-et-Oise de 1834 à 1848.

### Héraldique
| Blason | Blasonnement : De Bourgogne, à la champagne d'azur à la Légion d'honneur au naturel suspendue à un fermail de gueules. Commentaires : Napoléon insista pour que la croix de la Légion d'honneur apparût dans le blason, et non à l'extérieur comme il était coutume pour les distinctions. |

| Blason | Blasonnement : Sous le Ier Empire : écartelé : au 1er premier et au 4e d'azur à la bordure componée d'argent et de gueules, chargés savoir : le premier quartier d'une aigle d'or, le quatrième d'un casque aussi d'or ; au 2e et au 3e bandés d'azur et d'or à la bordure de gueules, le tout soutenu d'une champagne d'azur chargée d'un fermail d'or auquel est suspendue la décoration de la Légion d'honneur. |